# Dampyr
Dampyr è una serie a fumetti di genere horror pubblicata dal 2000 in Italia dalla Sergio Bonelli Editore, creata da Mauro Boselli e Maurizio Colombo.

## Storia editoriale
Il progetto era stato inizialmente concepito come una miniserie all'interno della collana antologica Zona X con storie di genere horror e di ambientazione bellica, con il personaggio di Harlan come protagonista e i comprimari principali, Tesla e Kurjak, inizialmente presenti solo nella prima avventura; ma con la chiusura di Zona X, gli autori riformarono il progetto trasformandolo in una serie periodica regolare. Il primo numero venne realizzato già nel 1997, ma la serie esordirà solo il 14 aprile 2000 con un primo albo che venderà circa 100.000 copie. Ben presto il coautore della serie, Maurizio Colombo, per motivi di salute abbandonerà quasi totalmente il lavoro di scrittura delle storie, lasciando la gestione a Mauro Boselli il quale portò avanti la prima delle storyline progettate.
La serie è di genere horror con tratti gialli, con ricostruzioni storiche e riferimenti a luoghi, avvenimenti e personaggi reali all'interno di una forte continuity che caratterizza l'intera serie, diversamente da molte altre serie dell'editore. I vari filoni narrativi si intrecciano tra loro e generalmente ogni albo fa riferimento a numeri precedenti; non mancano vicende inizialmente indipendenti che poi si rivelano invece tasselli di trame più complesse.
Lo staff si è progressivamente allargato arrivando a includere per gli sceneggiatori, Diego Cajelli, Claudio Falco, Luigi Mignacco, Mario Faggella, Stefano Piani, Alberto Ostini, Pasquale Ruju, Giovanni Di Gregorio, Alessandro Bilotta, Francesco Matteuzzi, Nicola Venanzetti, Giorgio Giusfredi, Marco Febbrari e per i disegnatori Mario Rossi "Majo", Luca Rossi, Maurizio Dotti, Nicola Genzianella, Alessandro Baggi, Giuliano Piccininno, Alessandro Bocci, Fabio Bartolini, Marco Santucci, Stefano Andreucci, Marco Torricelli, Corrado Roi, Stefano Casini, Arturo Lozzi, Mauro Laurenti, Giovanni Freghieri, Giovanni Bruzzo, Fabrizio Russo, Luca Raimondo, Michele Cropera, Claudio Stassi, Alessio Fortunato, Dario Viotti. Il copertinista fino al numero 300 è stato Enea Riboldi, a cui subentra Cropera.

### Edizioni estere
Dampyr è pubblicato in Serbia (Veseli Četvrtak), Turchia (Oglak), Grecia (Jemma Press), Slovenia (Grafart), Finlandia (Artic Banana), Croazia (Strip Agent), Francia (Claire de Lune), Germania (Kult Editionen), Spagna (Aleta Ediciones), Brasile e Stati Uniti (in quest'ultimo caso, la pubblicazione si è fermata al n. 8). In Ungheria dopo le edizioni Fumax del 2007-2008, sei albi in totale, le pubblicazioni sono riprese nel 2016 con il n. 1 (che contiene La bambola veneziana e L'ospedale stregato), a cura della Frike Comics (www.frike.net). In uscita il 19 marzo 2017 il n. 2, albo che conterrà le storie originale n. 21 e 22. Pubblicato in ottobre il n. 3 che contiene le storie originali n. 6 e 7. Nel 2005 parte l'edizione statunitense della IDW Publishing con nuove copertine realizzate da Ashley Wood e con l'ordine degli albi parzialmente modificato.

## Caratterizzazioni dei personaggi
La fisionomia di Harlan è ispirata a quella dell'attore Ralph Fiennes, protagonista di Strange Days. Il personaggio di Tesla è vagamente ispirato a Annie Lennox, mentre Caleb Lost ricorda un giovane David Bowie; Amber è basata sull'attrice Nicole Kidman, mentre il professor Foster a Michael Caine.

## Biografia del personaggio
Harlan Draka nasce durante la seconda guerra mondiale in un piccolo villaggio serbo dove cresce senza la madre, morta di parto, e senza avere mai visto il padre. Per motivi ignoti il suo corpo invecchia molto lentamente dimostrando circa venticinque anni. Cresce perseguitato dalla pesante fama di essere figlio di una strega, e, una volta adulto, sbarca il lunario girovagando nei paesi vicini assieme a un ragazzino di nome Yuri spacciandosi per un dampyr, ovvero un figlio di un vampiro e una donna umana, in grado di eliminare ipotetici casi di vampirismo in persone già morte. Chiamato da Kurjak, capo di una milizia, in una zona di guerra infestata da vampiri scopre di essere veramente un dampyr grazie a Tesla, una vampira che diventerà sua alleata. Il sangue dei dampyr è velenoso per i Maestri della Notte, una razza di super-vampiri, e pertanto Harlan decide di dedicare la sua vita alla loro distruzione accompagnato dai fedeli compagni Kurjak e Tesla. Riceve inoltre l'aiuto finanziario e morale di Caleb Lost, un amesha rappresentante di una delle due fazioni da millenni in lotta fra loro.

## Poteri e abilità
La caratteristica principale del dampyr è il suo sangue, velenoso per Maestri della Notte e vampiri; se messo a contatto con armi da taglio o pallottole, le rende sempre letali per i non-morti. Il dampyr è dotato anche di altre abilità, rivelate mano a mano che la serie va avanti. In particolare ricordiamo:
- Ricerca dei Maestri: il dampyr è in grado di rilevare la presenza di un Maestro della notte in una determinata area.
- Rigenerazione: le ferite del dampyr si rigenerano molto più in fretta del normale.
- Resistenza alle illusioni: il dampyr può vedere "attraverso" le illusioni create dai Maestri della Notte. Tale capacità dipende anche dalla potenza psichica del Maestro. Anche un umano può acquisire tale capacità mediante un contatto fisico con il dampyr.
- Ipnotismo: Harlan si è dimostrato in grado, occasionalmente, di ipnotizzare qualche non-morto per comunicare con il Maestro che lo controllava.
- Acquisizione di conoscenze: bevendo il fluido vitale di Maestri e non-morti, il dampyr può acquisire le conoscenze del vampiro. La quantità di conoscenze acquisite dipende dalla quantità di fluido vitale bevuto dal dampyr.
- Messaggi psichici: il dampyr può ricevere messaggi psichici dai Maestri della Notte. Tali messaggi possono tuttavia essere utilizzati per stordirlo, specie se la forza mentale del Maestro è molto potente.
- Mutaforma: quando gli venne somministrato l'elisir del diavolo, la parte vampirica di Harlan prese il sopravvento dandogli poteri dei maestri della notte, mantenendo però quelli di dampyr e risultando così il più forte predatore sulla terra. In altre situazioni particolari è riuscito a sfruttare tale potere, ma non è chiaro se sia in grado usarlo a piacimento e comunque sembra preferisca evitare, onde non rischiare di cedere al male.
- Resistenza al tempo: nonostante sia nato alla fine della seconda guerra mondiale, e abbia perciò più di sessant'anni, Harlan ne dimostra trenta al massimo. Il suo sangue misto, infatti, rallenta l'invecchiamento. Inoltre in una zona di confine extra-dimensionale uno sfasamento temporale gli ha tolto una trentina d'anni, ringiovanendolo ulteriormente.

## Comprimari

### Alleati
- Emil Kurjak: ingegnere e soldato comandante di un piccolo drappello, figlio di una famiglia di rudi montanari e tenaci guerrieri. Durante le guerre balcaniche, affranto e inaridito per la morte in un bombardamento della moglie Miljana e del figlio Miklos, si trasforma in un soldato perfetto, tormentato però di quando in quando da scrupoli di coscienza. Quando, nel villaggio di Yorvolak, i suoi soldati sono attaccati e massacrati dal branco di vampiri del Maestro Gorka, acconsente a chiamare Harlan, pur considerandolo all'inizio un ciarlatano. Una volta resosi conto dell'esistenza dei Maestri della Notte, aiuta Harlan a uccidere Gorka per vendicare i suoi commilitoni, e poi decide di accompagnare Harlan nella sua missione, diventando il suo migliore amico. La sua padronanza nelle armi e nei mezzi di trasporto lo rende particolarmente utile quando il gioco si fa duro. Impetuoso, testardo, pragmatico, saldo come una roccia e fedele fino alla morte, è anche un appassionato lettore di romanzi d'avventura (uno dei suoi autori preferiti è Salgari), e dona non poche volte il suo sangue per salvare Tesla oppure altri vampiri loro alleati[4][12].
- Tesla Dubcek: una ragazza tedesca di origine ceca. Un tempo faceva parte del gruppo rivoluzionario "Le tigri", ma dopo essere stata catturata dalla polizia a Berlino, è stata trasformata in vampira dal Maestro della notte Gorka. Durante la caccia a Yorvolak, l'incontro con Harlan (che la difende dai soldati di Kurjak) risveglia in lei la sua umanità, portandola a ribellarsi a Gorka e poi a unirsi ad Harlan nella sua vendetta, rinnegando la sua razza. La sua agilità e la sua forza fisica la rendono letale contro avversari umani e non. L'aspetto psicologico di Tesla è particolarmente interessante: segretamente innamorata di Harlan, il cui sangue tuttavia è per lei veleno, Tesla rimpiange spesso la sua passata umanità, e questo suo stato d'animo la espone, a volte, a momenti di malinconia e repulsione per ciò che è diventata. A partire dall'albo n.64 ha intrecciato una relazione sentimentale con Kurjak[4][12], pur subendo il fascino del Principe infernale Samael.
- Caleb Lost: della razza degli Amesha (esseri di luce alla base delle leggende sugli angeli), Caleb è l'agente operativo della Squadra del Bene a Praga. Alto e biondo pallido (modello di riferimento degli autori è David Bowie), dotato di un carattere flemmatico e, all'apparenza, freddo, Caleb ha ufficialmente il solo compito di combattere la Squadra del Male. La caccia ai Maestri della Notte è invece un suo pallino, una sua guerra personale estranea alle direttive degli Amesha e iniziata al tempo della crociata dei fanciulli a causa del suo primo scontro con Nergal, capo della polizia segreta dell'inferno nonché Maestro della notte: è da allora il suo nemico principale. Suo quartier generale è il "Teatro dei Passi Perduti", situato nella "Verlorene Gasse" (Strada Perduta) di Praga, una via rintracciabile solo ai suoi invitati. Possiede numerosi informatori sparsi per il mondo, ed è grazie alle loro informazioni che Harlan, Tesla e Kurjak partono in caccia dei Maestri, a cui Caleb non può partecipare personalmente in quanto impossibilitato a lasciare Praga. Suona benissimo il violino, e a tempo perso allestisce opere liriche nel suo teatro, come il Don Giovanni (era infatti amico di Mozart) e I racconti di Hoffmann (Les contes d'Hoffman), per il pubblico sia degli Amesha che dell'Inferno[4][13].
- Nikolaus: sebbene faccia parte della Squadra del Male e sia formalmente avversario di Caleb, questo angelo caduto sofferente di solitudine è ben presto diventato amico di Harlan e dei suoi compagni, aiutandoli almeno in un paio di occasioni e nello stesso tempo sfuggendo (per ora) all'ira dei suoi superiori. Nikolaus è un profondo conoscitore di Praga e dei suoi abitanti: grazie ai suoi poteri riesce a evocare gli spok, sorta di fantasmi dotati di coscienza basati sulle persone con cui ha intrecciato rapporti di amicizia, come Giacomo Casanova e Gustav Meyrink, per non parlare della sua vecchia fiamma, l'indovina Matylda Prusova alias Madame de Thèbe. Proprio la morte di Matylda per mano dei nazisti lo spinse a collaborare con Caleb contro Hitler[13].
- Le tre zie: Aysha, Vivien e Chloe, sono coloro che hanno allevato Harlan fino alla maturità, sottraendo sua madre dal castello di Draka e aiutandola a partorire. In realtà sono le guardiane della Legge, agenti neutrali che avevano il compito di evitare interferenze nella vita del dampyr da parte delle due Squadre fino alla maggiore età. Assolto il loro compito, si sono cancellate dalla memoria di Harlan, così che il dampyr scoprisse da sé i propri poteri e decidesse da solo la sua strada; quando Harlan ha scelto, sono tornate a farsi vedere da lui. Hanno un doppio aspetto, di anziane donne e di belle giovani[13].
- Hans Milius, professore di Storia delle Tradizioni popolari presso l'università di Friburgo[13], occasionalmente accompagna Harlan nei suoi viaggi. Ha conosciuto la moglie Esther quando lei era una sua studentessa.
- la squadra di cacciatori di fantasmi dell'università di York;
- il Maggiore e Kuno, due poliziotti della Namibia;
- Jim Fajella, tenente di polizia di Las Vegas vampirizzato da Ixtlán;
- Lenny Meyer, ex investigatore privato ed attuale capo della polizia di Las Vegas;
- Bobby Quintana, poliziotto colombiano;
- Ann Jurging, veggente;
- Mulawa, stregone;
- Khaled e Ryakar, abitanti della Dimensione Nera adattatisi alla vita umana.

### Avversari
Vista l'ingente quantità di filoni narrativi presenti in Dampyr, è opportuno effettuare una divisione degli avversari di Harlan e della Squadra del Bene.
- Grandi Antichi (presi dai libri dello scrittore H.P. Lovecraft): tali entità tentano di conquistare il mondo in varie occasioni. Harlan e i suoi li affrontano negli albi: 8, 10, 37, 158, 176, 188, 192, 194 e 225;
- Maestri della Notte: giunti agli albori dell'umanità da un mondo parallelo al nostro, i Maestri della Notte sono da sempre predatori del genere umano. Immuni alla luce solare, capaci di creare illusioni, sono praticamente indistruttibili, anche se non immortali, sebbene vivano migliaia di anni. Il solo elemento in grado di ucciderli è infatti il sangue di Dampyr. Essendo pochi e perennemente in lotta fra loro, si sono imposti la regola della segretezza, ossia non rivelarsi mai apertamente all'umanità. Tuttavia si trovano spesso ai vertici del potere in organizzazioni militari (i ribelli angolani), potenti multinazionali (la Temsek), gruppi malavitosi (la mafia di Las Vegas o del Sudamerica) e così via. Nonostante la loro indole predatrice, è difficile definire con precisione il carattere dei Maestri della Notte: alcuni sono crudeli e avventati (Gorka, Shrek, Grigor Vurdalak), altri astuti e calcolatori (Jan Vathek, Ixtlán, Lord Marsden, Nergal), altri addirittura alleati di Harlan (Araxe, Amber), e infine troviamo anche Maestri il cui comportamento è ai confini fra il bene ed il male; è il caso di Bastet, Erlik Khan e soprattutto Draka, il padre di Harlan. I più potenti tra i Maestri della Notte sono comunque Draka, Nergal e Lord Marsden.[4][14]
- I vampiri: i vampiri sono esseri non-morti, creati dai Maestri della Notte facendo bere ad un essere umano in agonia un po' del loro fluido vitale. I vampiri, al contrario dei Maestri, hanno pesanti limitazioni: non possono generare altri non-morti, sono meno potenti, vengono ridotti in cenere dalla luce del Sole, possono essere uccisi dal fuoco, da un paletto nel cuore e ovviamente dal sangue di Dampyr. Generalmente i vampiri sono totalmente succubi della volontà del loro Maestro, tuttavia nel corso della serie Harlan ha incontrato anche non-morti dotati di libero arbitrio, o comunque in possesso di discreta autonomia decisionale: oltre a Tesla, è il caso di Bugsy Siegel, agli ordini di Ixtlán e Godwin Brumowski, fedele collaboratore di Draka.[14]
- La squadra del Male: è un gruppo di esseri demoniaci, ordinati secondo una complessa gerarchia, che cerca di dominare la Terra e altri piani di esistenza lottando contro la Squadra del Bene. È difficile stabilire le modalità con cui si svolge questa lotta: pare che sia talmente antica che ormai neanche i contendenti ne ricordano le cause iniziali e che i due capi supremi non diano segni di vita da numerosi millenni. Sappiamo solo che entrambe le squadre sono soggette ad una Legge dell'Equilibrio, il cui contenuto è talmente complesso che non può essere definito: la bibliografia in proposito occupa, da sola, un'ala intera della biblioteca di Caleb Lost. Quello che si sa di certo è che non si possono prendere certi vantaggi sull'altra parte: ad esempio lo stesso Dampyr, potente strumento in grado di spostare gli equilibri è stato preso in consegna dalle guardiane della legge (le tre zie) dalla nascita fino alla maggiore età perché scegliesse da solo da che parte stare. Un'altra cosa che sappiamo è che gli agenti di entrambe le parti non possono muoversi come vogliono tra i diversi piani di esistenza e spesso neanche nel nostro pianeta: i rappresentanti di ciascuna parte scelti come agenti operativi in una determinata città ad esempio, non possono spostarsene, pena dure punizioni. I più famosi appartenenti alla Squadra del Male sono Nergal, un Maestro della notte capo della polizia segreta infernale; Nikolaus, l'agente operativo a Praga; Belyalis (detto anche Belcore), demone "collega" di Nikolaus ma decisamente più malvagio; Sonderling (chiamato anche Sinistrari), agente umano al servizio di Nergal dotato del dono dell'immortalità; infine Samael, il principe dei seduttori: ad inizio serie ha preso di mira Tesla, riuscendo tempo dopo a sedurla; come per Nikolaus, anche Samael si è dimostrato in un caso alleato di Harlan e compagni e in cambio di un favore ha rinunciato a Tesla. Nella squadra del male sono presenti anche delle donne-demone, le più memorabili sono: Lady Nahema che ama sedurre gli umani e la bella e pericolosa Dama Druj. Ai vertici della squadra del male ci sono i principi dell'inferno Abraxas, Dagon, Alastor e Arioch; il comando è nelle mani del principe Iblis, reggente in vece del "Grande Demiurgo" del quale non si sa nulla da millenni.[14]
- Temsek: una potente multinazionale, produttrice di armi proibite dalla legge e controllata da un Maestro della notte: questo il ritratto della Temsek, dotata di filiali in tutto il mondo e fabbricante di mine antiuomo e armi micidiali. Harlan temeva che a capo della Temsek potesse esserci suo padre Draka; in realtà non è così, ma è controllata dal trio composto da Lord Marsden, da Ixtlán e dal Condor. I nostri hanno avuto a che fare per la prima volta con la Temsek indagando sulla sede bosniaca, dove il dottor Nemech stava sperimentando il micidiale gas Nemesis, utilizzando come cavie gli abitanti dei villaggi vicini. La sua sede principale è a Sheffield ma, a seguito di un attentato dinamitardo da parte del serial-killer e giustiziere Jeff Carter, la fabbrica è stata totalmente rasa al suolo. Successivamente Harlan e soci hanno inflitto una nuova pesante sconfitta alla Temsek, radendo al suolo una loro fabbrica sotterranea al confine tra Russia e Ucraina nella quale si perpetravano orrendi esperimenti. Dei maestri della notte a capo della Temsek è rimasto attivo solo Lord Marsden.[14]
- I Lupi Azzurri: sono una società segreta che prende il nome da quello che i suoi affiliati considerano il primo "lupo azzurro": Gengis Khan, discendente dal dio Börte Tchino (Lupo blu). Derivati dalla Società Thule, una società segreta filonazista, e capeggiati dalla famiglia De Vere, i Lupi Azzurri si ritengono un gruppo di "superuomini" destinati a dominare il mondo. Si sono scontrati con Erlik Khan e con Harlan e, venuti a conoscenza dell'esistenza dei Maestri della Notte, si ritengono l'ultimo baluardo della razza umana. Nonostante nella loro organizzazione facciano parte persone di diverse etnie, la loro ideologia è comunque di tipo razzista in quanto considerano i neri inferiori e nemici. La loro componente elitaria e sanguinaria ha reso questa organizzazione uno dei più pericolosi avversari di Harlan, finché sono stati pesantemente ridimensionati.
Ai vertici dei Lupi Azzurri c'era la famiglia De Vere, guidata prima dal padre Christian, poi dai figli Lester e infine Martin; nel n. 102 tuttavia, anche Martin De Vere è deceduto ed è rimasta ignota l'identità di chi ha eventualmente preso il loro posto. Nel n. 155 un certo Markus guidava un piccolo gruppo rimasto anche stavolta decimato. Markus è sopravvissuto, ma non si sa niente di più su di lui e neanche sullo stato attuale dell'organizzazione.[15]
- Gli Shee: antica razza nativa del nostro mondo, gli shee sono le creature da cui derivano le storie di folletti, fate, orchi e troll. Sono creature legate alla terra e alla natura, prive della morale umana e terribilmente potenti. Possono esistere senza corpo, come spiriti legati ad un territorio, o avere un corpo come creature affini agli elfi. Non sono maligni, ma non sono neanche benigni; se vogliono, ad esempio per riconoscenza nei confronti di un umano, possono donare la prosperità a una regione per millenni, ma non appena i discendenti di quell'umano smettono di porgere loro offerte, o queste non vengono più ritenute sufficienti, lo Shee può sterminarli tutti in innumerevoli modi. Sono le creature ricorrenti più misteriose di Dhamyr; infatti la loro origine e la loro biologia è sconosciuta; il loro re (il grande signore degli elfi) fa rapire bambini umani per mutarli in esseri fatati e poi rispedirli nel mondo umano. Nonostante l'inquinamento sia la peggior minaccia per la loro specie, e nonostante traggano potere dagli esseri umani che li venerano (sono gli dei e gli spiriti dei vecchi culti druidici ed animistici) non attaccano o sterminano la nostra specie, né cercano (apparentemente) d'impedire che gli umani li dimentichino (o se accade, è solo in luoghi remoti del mondo) pur essendo l'unica cosa che possa veramente ucciderli (secondo alcune ipotesi). Stando ad alcuni fan, sono i responsabili della sterilità delle maestre, in quanto per proteggere il nostro pianeta da questa minaccia aliena, hanno rivoltato le più sottili forze della vita contro di essi e sembra (ai fan) che intendano usare i bambini rapiti per riprendere il potere sul mondo nel modo più indolore possibile (con il loro legame con l'ambiente, una guerra totale con le armi di oggi, nucleare in primis, sarebbe un suicidio). Sono, assieme con le Streghe e i Fantasmi, gli unici esseri soprannaturali non alieni comparsi finora nella serie.
- Bugsy Siegel: sinora è stato l'unico non-morto ad assumere lo status di vero e duraturo antagonista. Sopravvissuto al suo maestro Ixtlán, ha continuato per lungo tempo la sua lotta contro il Dampyr, ricevendo aiuto anche da Lord Marsden, vecchio alleato del suo creatore.
- Jeff Carter: pseudonimo di Samuel Eardley, giornalista del Sun. È giunto a Sheffield apparentemente per svolgere un articolo sulla Temsek, in realtà per effettuare una radicale quanto sanguinaria distruzione di quella da lui definita "la fabbrica del male". Nel frattempo ha commesso numerosi delitti in città nei confronti di persone che si erano in qualche modo macchiate di una qualche colpa, pervaso da un distorto e folle senso di giustizia. Verrà ancora in contatto più volte con la squadra del Dampyr, negli ultimi tempi stringendo anche alleanza con questa per contrastare avversari comuni; ciononostante resta un pericoloso e fanatico serial-killer.
- NEA (National Enforcement Agency): agenzia di sicurezza privata con sedi in tutto il mondo. È controllata da Lord Marsden.

### Le donne
Il personaggio ha avuto numerose relazioni:
- Lisa: giovane ragazza afflitta da una malattia che la condanna a continue visioni e ad un invecchiamento precoce. Harlan scoprirà in realtà che Lisa non è altro che Ljuba, la giovane figlia di Rose, fatta crescere innaturalmente e manovrata da Thorke per ottenere vendetta sul Dampyr. Dopo aver sconfitto duramente Thorke nel numero 150 "La scelta di Lisa" anche grazie all'aiuto di Jeff Carter, la ragazza decide di espiare i suoi omicidi ed evitare d'invecchiare accanto ad Harlan, chiede a Jeff di spararle mentre fa una gita in barca con Harlan, convinta che la sua "metà" buona, la piccola Ljuba, capace di separarsi dal suo corpo adulto, possa vivere felicemente senza il controllo di Thorke. Muore tra le braccia del suo amato, ma Ljuba ricomparirà pochi numeri dopo senza serbare alcun ricordo della vita di Lisa, se non confondendoli con sogni. È l'unica ragazza della quale Harlan sembra sia davvero innamorato.
- Hanneke: poliziotta belga. Nonostante sia discontinua è la più lunga storia di Harlan fino ad ora.
- Sophie Mutter: studentessa e poi assistente di Hans Milius. Dopo una storia con Harlan, ha optato per il professore sardo Angelo Sanna.
- Astrid Dahl: restauratrice che compare in una storia ambientata in Norvegia, "Il Conte Magnus", liberamente ispirata ai racconti di Montague Rhodes James.
- Rose: operaia della fabbrica di carne in scatola Blumenstock. Rapita dal demone Thorke assieme alla figlioletta Ljuba.
- Berthe: donna di teatro, segretaria e sostituta dell'attrice Greta Wundermann.
- Bianca Bandinetti: la prima partner italiana di Harlan, gestisce una merceria a Torrebianca nella bassa padana
- Ann Jurging: potentissima medium ultrasettantenne, dopo essersi ritrovata con Harlan in uno sfasamento temporale è ringiovanita e si fa passare per la sua stessa nipote. Dal numero 200 inizia una relazione col poliziotto colombiano Bobby Quintana. Dopo aver ottenuto il potere della Strega Regina ha la capacità di evocare le Erinni, ma lo sforzo finisce per prosciugarle le energie ed imbianchirle i capelli.

### Altri dampyr
Da ciò che afferma Caleb Lost nel n. 5 pare che siano nati solo due Dampyr nel passato, ma sinora le informazioni fornite al riguardo nella serie, alquanto scarne, sono riferite solo ad uno di loro. Dopo l'ennesima domanda di chiarimento nel forum dedicato al personaggio, Mauro Boselli ha rivelato che uno fu attivo, un altro ucciso nella culla. Si può perciò solo ipotizzare che il primo sia nato in epoca preistorica (magari come tentativo di riproduzione dopo la scoperta che le loro donne erano diventate sterili) e che da questo evento i Maestri della Notte avrebbero appreso cosa nasce dall'unione tra loro e una donna umana, sopprimendo il neonato e istituendo quindi il tabù di non generare figli.
Il Dampyr effettivamente noto e attivo come tale visse in epoca altomedievale. Un primissimo accenno, nella figura del bardo Taliesin, compare nei ricordi di Amber Tremayne nel n. 44 Il sigillo nero. L'immagine di Taliesin riappare brevemente nel n. 100, in una sola vignetta dove Harlan è risucchiato in un vortice dimensionale.
Successivamente, nel n. 119 L'amante del vampiro fa la propria comparsa il Maestro Mordha che più di mille anni fa fuggì via dal Dampyr che lui chiama L'uomo dei corvi, il quale appare ad Harlan in una visione: non si vede in volto, ma la silhouette è identica a quella del bardo; inoltre Taliesin appare quasi sempre con un corvo sulla spalla, un ulteriore indizio-collegamento potrebbe essere perciò rappresentato dal fatto che il Dampyr attuale ha una cornacchia, Kavka. In un'intervista recente Boselli ha confermato che L'uomo dei corvi fu davvero Taliesin. Questo significa che costui ebbe una vita molto lunga: le vicende raccontate da Amber, dove ci appare per la prima volta, sono avvenute tra il 383 e il 388, mentre Lord Mordha ammette che dopo essere sfuggito al Dampyr se ne restò nascosto finché, intorno all'anno mille, gli giunse voce che era morto. Nel n. 185 si scopre che Taliesin era figlio di Severa Massima, la figliastra di Amber Tremayne che, desiderosa di dare alla luce un Dampyr per uccidere l'odiata matrigna, sedusse il maestro Mordha rimanendone incinta; portato via alla madre dalle Tre Sorelle, il bambino crebbe sotto il nome di Gwion presso la strega Ceridwen.
Nel n. 162 si è finalmente scoperto che da Joan e Lord Mordha, concepito poco prima della morte di questi, è nato un nuovo Dampyr chiamato Charles Moore (come l'ultimo alias di suo padre). Stavolta la madre non è morta a causa del parto, e con l'aiuto di Harlan entrambi sono stati portati in un mondo parallelo dalle tre guardiane della legge per sottrarlo ai tentativi di assassinio da parte di Nergal ed altri maestri.

## Ambientazioni
Dampyr è una serie che si svolge nel mondo reale con storie ambientate in luoghi fedelmente riprodotti con riferimenti a episodi storici recenti e meno recenti come le guerre in ex-Jugoslavia e in Cecenia, della Prima e della seconda guerra mondiale, della Guerra dei trent'anni, dell'alluvione di Praga del 2002, del Terremoto dell'Aquila del 2009 e molto altro oltre ai personaggi storici come il pilota polacco Godwin Brumowski o il gangster Bugsy Siegel che hanno un ruolo di primo piano nella serie. Diversamente poi dalle altre serie della Bonelli lo scorrere del tempo produce i suoi effetti nei personaggi e nei contesti.

### Ambientazioni immaginarie
La Dimensione Nera
La Dimensione Nera è un mondo oscuro ed inospitale dal quale si verificano pericolose intrusioni nel nostro mondo. Alcuni suoi abitanti, chiamati convenzionalmente démoni raminghi, cercano in ogni modo di introdursi nel nostro o in altri mondi. Harlan si è trovato numerose volte a fronteggiare questi démoni dalle fattezze umanoidi, ognuno dotato di poteri e caratteristiche diverse, ma accomunati dal fatto di essere completamente neri. Ciò non gli impedisce però di camuffare il loro aspetto: alcuni riescono ad assumere aspetto umano, altri per farlo entrano direttamente in un corpo umano, uccidendone il proprietario.
Sono estremamente difficili da uccidere in quanto contro di loro le armi convenzionali, comprese quelle trattate con il sangue di Dampyr, sono inefficaci. Infatti, nella maggior parte dei casi, Harlan ne ha provocato la morte riportandoli nel loro mondo dove, considerati ormai impuri, sono stati immediatamente uccisi dalle tenebrose Sentinelle Nere. Non è stato così invece per Thorke, finora il più potente dei raminghi incontrati, dal quale anzi il Dampyr si è salvato solo grazie all'intervento diretto di Caleb Lost o con un artefatto contenente la sua luce. La Dimensione Nera è un mondo desertico e inospitale non soggetto alla "Legge dell'Equilibrio", dove vivono demoni dalla forma umanoide completamente neri. In genere i suoi abitanti sono spietati e ognuno ha diverse caratteristiche e abilità come poteri telepatici, forza superiore o la capacità di entrare nei corpi umani. Praticano sacrifici ai danni dei membri più deboli della loro razza in macabri rituali rivolti a chissà quali divinità.
Un nutrito gruppo di questi esseri, chiamati Sentinelle Nere, pattuglia la superficie in cerca di intrusi provenienti da altri mondi. Sembra siano in grado non solo di percepire all'istante un'intrusione, ma anche il luogo esatto dove si è verificata e addirittura l'identità dell'estraneo. Corazzati e armati di tutto punto si precipitano sul posto su veloci destrieri con il preciso scopo di uccidere immediatamente tutti gli estranei, compresi i membri della loro razza di ritorno da un'altra dimensione in quanto considerati impuri. Non è noto se in questo mondo ci sia una qualche forma di governo o di autorità a cui fanno capo le Sentinelle Nere, tuttavia di sicuro la vita in quel mondo è estremamente difficile e violenta. Ciò potrebbe spiegare come mai tanti demoni raminghi cerchino in ogni modo di entrare nel nostro o in altri mondi pur sapendo che non potrebbero tornare nel loro dove verrebbero subito fatti a pezzi. Il più terribile e potente di questi raminghi presenti sul nostro mondo finora rivelato è l'inafferrabile Thorke. Harlan si è confrontato inoltre con Kyazar, Nazikian, Varkendal, Makh-Zun e Samanum. Essendo immuni alle armi convenzionali nella maggior parte dei casi ne ha provocato la morte trascinandoli con diversi stratagemmi nel loro mondo e riuscendo per un pelo a rituffarsi nel varco prima di venire ucciso anche lui dalle Sentinelle Nere. Un altro ramingo senza nome è stato scacciato da Anyel Zant. Tuttavia ci sono anche due demoni neri da annoverare tra gli alleati: Khaled, un cucciolo di demone scampato al sacrificio grazie a un'incursione dello stregone Mulawa e da lui adottato come nipote, e Ryakar che fu evocato da John Dee e una volta liberatosi dal suo giogo apprezzò così tanto il nostro mondo da integrarvisi perfettamente vivendo a Mortlake dove è proprietario di un pub dietro l'identità di Jake Ryker.

### Ambientazioni reali
I personaggi della storia si muovono per il mondo, alla ricerca di Maestri della Notte, di notizie sul padre di Harlan, o su avvenimenti soprannaturali di vario genere. Fondamentali ambientazioni sono le misteriose città d'arte e le zone di guerra dell'Africa. Molta importanza nella saga ha Praga, quartier generale di Dampyr e soci. In altri casi vengono eseguite ricostruzioni storiche (ad esempio, la Guerra dei trent'anni nell'albo I lupi mannari).

## Altri media

### Cinema
- Dampyr (2022), diretto da Riccardo Chemello e in uscita il 28 ottobre 2022, segna l'avvio dell'universo cinematografico Bonelli. Harlan Draka è interpretato da Wade Briggs e il film è prodotto da Sergio Bonelli Editore, Eagle Pictures e Brandon Box. Nel cast anche Stuart Martin e Frida Gustavsson che saranno rispettivamente Emil Kurjak e Tesla.[17][18]